# مايكل تشيرنوس
مايكل تشيرنوس (بالإنجليزية: Michael Chernus)‏ مواليد 8 أغسطس 1977 في روكي ريفير، الولايات المتحدة، هو ممثل أمريكي بدأ مسيرته الفنية سنة 2005.

## الأعمال

### أفلام
- المبعوث (2009) (بدور: ألان)
- حب ومخدرات أخرى (2010) (بدور: جيري)
- رجال ذو بزات سوداء 3 (2012) (بدور: جيفري برايس)
- ميراث بورن (2012) (بدور: آرثر انغرام)
- القبطان فيليبس (2013) (بدور: شين ميرفي)
- عشيقة أمريكا (2014) (بدور: ديلان)
- الوها (2015) (بدور: روي)
- عائلة فانج (2015) (بدور: كيني)
- الرجل العنكبوت: العودة للوطن (2017)

### مسلسلات
- القانون والنظام: الوحدة الخاصة للضحايا (2011) (بدور: جاي ديلاني)
- البرتقالي هو الأسود الجديد (2013) (بدور: كال تشابمان)
- الإبتدائية (2014)
- القانون والنظام: الوحدة الخاصة للضحايا (2015) (بدور: تومي سوليفان)
- ذا غود وايف (2015)
- سهل (2016) (بدور: كايل)

## الجوائز
| السنة | الجائزة            | الفئة                     | النتيجة |
| ----- | ------------------ | ------------------------- | ------- |
| 2011  | جائزة لوسيل لورتيل | أفضل ممثل رئيسي في مسرحية | رُشِّح     |
| 2011  | جائزة أوبي         | أفضل أداء من ممثل رئيسي   | فوز     |

## روابط خارجية
- مايكل تشيرنوس على موقع IMDb (الإنجليزية)
- مايكل تشيرنوس على موقع ألو سيني (الفرنسية)
- مايكل تشيرنوس على موقع أول موفي (الإنجليزية)
- مايكل تشيرنوس على موقع قاعدة بيانات الأفلام السويدية (السويدية)
- مايكل تشيرنوس على موقع قاعدة بيانات الفيلم (الإنجليزية)
- مايكل تشيرنوس على موقع كينوبويسك (الروسية)